# Miyoshi Umeki
Miyoshi Umeki ( (ミヨシ・ウメキ?, Miyoshi Umeki),  (梅木 美代志?, Umeki Miyoshi),; Otaru, 8 maggio 1929 – Licking, 28 agosto 2007) è stata una cantante e attrice giapponese naturalizzata statunitense, prima asiatica a vincere il premio Oscar, nel 1958, come miglior attrice non protagonista per la sua interpretazione in Sayonara.

## Filmografia

### Cinema
- Seishun jazu musume, regia di Shûe Matsubayashi (1953)
- Around the World Revue, regia di George Robinson (1956) - cortometraggio
- Sayonara, regia di Joshua Logan (1957)
- Tanoshimi, è bello amare (Cry for Happy), regia di George Marshall (1961)
- Fior di loto (Flower Drum Song), regia di Henry Koster (1961)
- Caccia al tenente (The Horizontal Lieutenant), regia di Richard Thorpe (1962)
- Una ragazza chiamata Tamiko (A Girl Named Tamiko), regia di John Sturges (1962)

### Televisione
- Art Carney Special – serie TV, 1 episodio (1959)
- The Donna Reed Show – serie TV, 2 episodi (1961-1962)
- Sam Benedict – serie TV, 1 episodio (1962)
- The Teahouse of the August Moon, regia di George Schaefer (1962) – film TV
- The Red Skelton Show – serie TV, 1 episodio (1963)
- Il dottor Kildare (Dr. Kildare) – serie TV, 1 episodio (1963)
- Gli uomini della prateria (Rawhide) – serie TV, episodio 6x13 (1963)
- Mister Ed, il mulo parlante (Mr. Ed) – serie TV, 1 episodio (1964)
- Il virginiano (The Virginian) – serie TV, episodio 2x22 (1964)
- La legge di Burke (Burke's Law) – serie TV, episodio 1x25 (1964
- The Queen and I – serie TV, 1 episodio (1969)
- Una moglie per papà (The Courtship of Eddie's Father) – serie TV, 66 episodi (1969-1972)

## Doppiatrici italiane
- Rita Savagnone in Sayonara

## Riconoscimenti
Premi Oscar 1958 – Oscar alla miglior attrice non protagonista per Sayonara